# Theodor Georg August Roose
Theodor Georg August Roose (* le 13 février ou 14 février 1771 à Brunswick ; † le 21 mars 1803 ibid.) est un physiologiste et anatomiste allemand.

## Publications
- (de) Theodor Georg August Roose, Grundzüge der Lehre von der Lebenskraft, Christian Friedrich Thomas, Brunswick, 1797.